# コロンビアサッカー連盟
コロンビアサッカー連盟（コロンビアサッカーれんめい、スペイン語: Federación Colombiana de Fútbol）は、コロンビアにおけるサッカーを統括する競技運営団体。略称はFCF。国際サッカー連盟（FIFA）と南米サッカー連盟（CONMEBOL）に加盟している。
国内サッカーリーグであるカテゴリア・プリメーラAの運営を行い、サッカーコロンビア代表、サッカーコロンビア女子代表などを組織する。本部は首都のボゴタに置かれる。